# Тетрахлороаурат цезия
Тетрахлороаурат(III) цезия — неорганическое соединение, 
соль металла цезия и золотохлористоводородной кислоты с формулой Cs[AuCl4],
золотисто-жёлтые кристаллы,
слабо растворяется в холодной воде,
образует кристаллогидрат.

## Получение
- Соединение получается обменной реакцией хлорида цезия и тетрахлороаурата водорода:

{\displaystyle {\mathsf {CsCl+HAuCl_{4}\ {\xrightarrow {}}\ Cs[AuCl_{4}]+HCl}}}

## Физические свойства
Тетрахлороаурат(III) цезия образует оранжевые кристаллы.
Слабо растворяется в холодной воде, хорошо в горячей.
Образует кристаллогидрат состава 2Cs[AuCl4] · H2O.

## Химические свойства
- Разлагается при нагревании:

{\displaystyle {\mathsf {2Cs[AuCl_{4}]\ {\xrightarrow {>400^{o}C}}\ 2Au+2CsCl+3Cl_{2}\uparrow }}}